# Storace (resina)

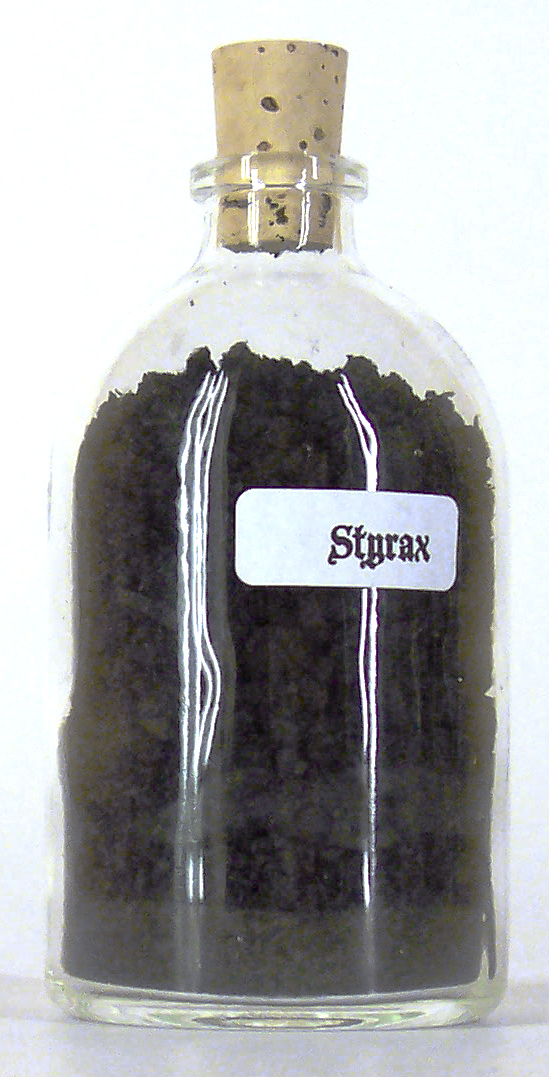
Una bottiglia di storace

Lo storace (dal lat. storax -ăcis, variante tarda di styrax -ăcis, gr. στύραξ -ακος, voce di origine semitica)  è una resina vegetale che proviene dal Liquidambar orientalis.
Noto fin dall'antichità, lo storace fu esportato dai Fenici dalla Mesopotamia all'Egitto, dove era utilizzato per creare profumi per feste e celebrazioni, infatti lo chiamavano "miniaki", che significa profumo delle feste.
Secondo la Bibbia, lo storace è uno dei componenti della miscela (storace, ònice, gàlbano e incenso) che Dio ordinò a Mosè di bruciare davanti all'Arca Santa della Testimonianza, nella tenda del convegno (Es. 30, 34-38).
Gli egizi lo consigliavano anche per prendere sonno.
Lo storace nero, una volta bruciato, emana un intenso odore balsamico, resinoso, floreale, femminile, dolce e leggermente erbaceo. Utilizzato anche in profumeria come conservante per profumi.